# 下河边长流
下河边长流（日语：下河辺長流，1627年—1686年7月22日）是日本江户时代国学家，精于歌道，《万叶集》研究者。著有《万叶集管见》等。